# Hr.Ms. Medusa (1911)

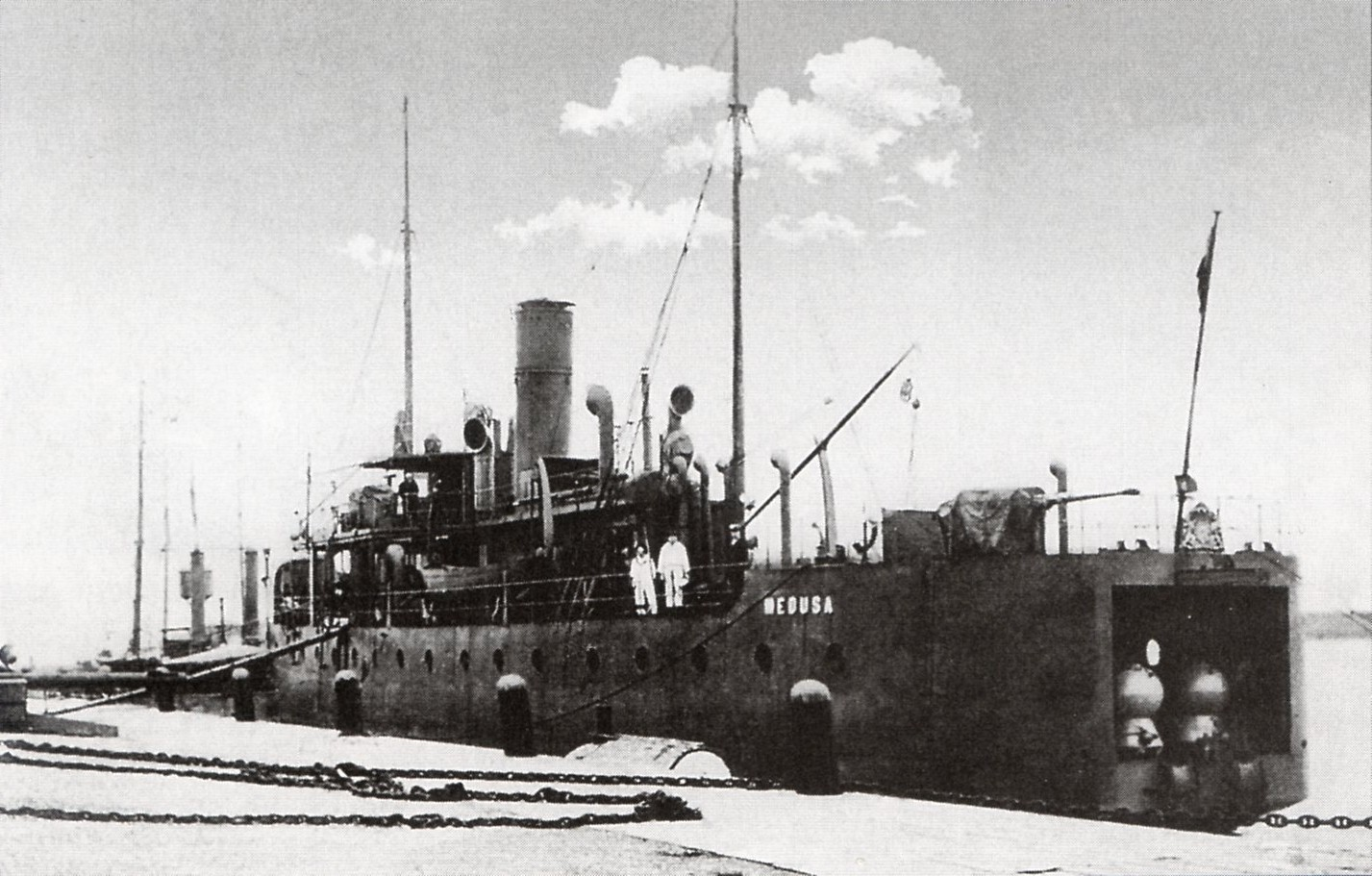
Hr.Ms. Medusa met zeemijnen.

De Hr.Ms. Medusa (HW 1, A 890) was een Nederlandse mijnenveger van de Hydraklasse, gebouwd door het Amsterdamse Rijkswerf. Het schip is vernoemd naar de Griekse mythologische figuur Medusa, de dochter van Phorkys en Keto en de bekendste van de drie Gorgonen.

## De Medusa tijdens de Tweede Wereldoorlog
Tijdens de jaren dertig was een van de commandanten van de Medusa luitenant-ter-zee eerste klasse J. Ruitenschild. Tijdens de Duitse invasie van 1940 was de Medusa in Nederland. In de late namiddag van 14 mei 1940 wist de Medusa onder voortdurende aanvallen uit te wijken naar het Verenigd Koninkrijk waar het schip in de middag van 15 mei de Downs bereikte. In eerste instantie werd het schip in Falmouth gestationeerd, waar ook de twee Nederlandse mijnenleggers van de Douwe Aukesklasse, de Douwe Aukes en Van Meerlant lagen. Op 31 juli 1940 werd de Medusa naar Holyhead versleept waar het schip als hulpwachtschip het Nederlandse depotschip Stuyvesant moest ondersteunen.

## De Medusa na de Tweede Wereldoorlog
Na de Tweede Wereldoorlog verbleef de Medusa tot 15 januari 1946 in het Verenigd Koninkrijk, waarna het terugkeerde naar Nederland. In Nederland functioneerde het schip als logementsschip en mijnenveegwerkschip voor de mijnendienst. Op 5 juni 1965 werd het schip officieel uit dienst genomen om op 25 september datzelfde jaar voor de sloop verkocht te worden aan Jos Desmedt in Antwerpen.